# Hemetsbergerova syntéza indolů
Hemetsbergerova syntéza indolů je organická reakce, při které se termolyticky rozkládají estery kyseliny 3-aryl-2-azidopropenové za vzniku esterů kyseliny indol-2-karboxylové.
Výtěžnost se obvykle pohybuje kolem 70 %. Kvůli nízké stabilitě a obtížné přípravě reaktantu se však tato reakce příliš nevyužívá.

## Mechanismus
Mechanismus Hemetsbergerovy syntézy není znám, byly ovšem izolovány azirinové meziprodukty. Předpokládá se, že se v jejím průběhu tvoří nitrenové meziprodukty.